# روبرسون دي أرودا ألفيس
روبرسون دي أرودا ألفيس (بالبرتغالية: Roberson de Arruda Alves‏) هو لاعب كرة قدم برازيلي في مركز الوسط، ولد في 2 أبريل 1989 في كامبو غراندي في البرازيل. شارك مع منتخب البرازيل تحت 20 سنة لكرة القدم. أما مع النوادي، فقد لعب مع سبورت ريسيفي وغريميو بورتو أليغرينزي ونادي أفاي لكرة القدم ونادي جوفنتودي ونادي مولودية الجزائر ونادي ناوتيكو.

## وصلات خارجية
- روبرسون دي أرودا ألفيس على موقع دوري كوريا الجنوبية (الإنجليزية)
- روبرسون دي أرودا ألفيس على موقع قاعدة بيانات كرة القدم.إي يو (الإنجليزية)
- روبرسون دي أرودا ألفيس على موقع Soccerway.com (الإنجليزية)